# Baía de Beascochea

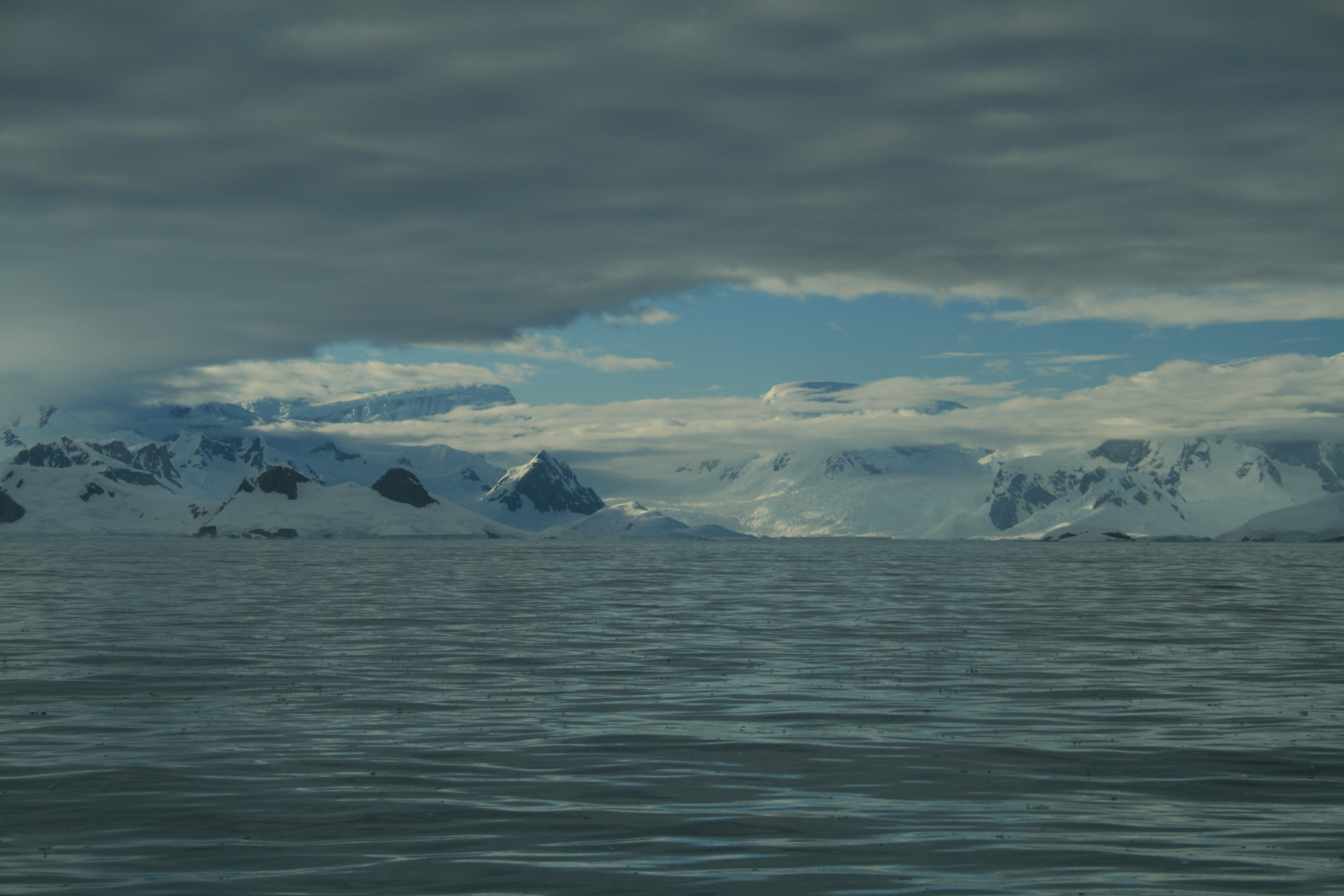
Baía Beascochea

A Baía de Beascochea (65° 30′ S, 64° 00′ O) é uma baía, 10 milhas (16 km) de extensão e 5 milhas (8 km) de largura, indentando a Costa de Graham da Terra de Graham, Antártica, entre a Península Kiev e a Península Barison, e que entra ao sul do Cabo Perez. Foi descoberta mas definida incompletamente pela Expedição Antártica Belga, 1897–99; foi reavistada pela Expedição Antártica Francesa, 1903–05, e batizado por Jean-Baptiste Charcot com o nome do Comandante Beascochea, Marinha Argentina; foi mais precisamente mapeada pela Expedição Britânica à Terra de Graham, 1934–37.